# Pearl Eaton
Pearl Eaton (Norfolk (Virginia), 1 augustus 1898 - Manhattan Beach (Californië), 10 september 1958) was een Amerikaanse actrice, zangeres, schrijfster en model.

## Levensloop en carrière
Eaton werd geboren in 1898 in een gezin van 7 kinderen, van wie er vier in de showbizz zouden gaan. Ook haar broer Charles Eaton en haar zussen Doris en Mary werden bekend. In 1911 speelde ze met haar twee zussen in de theaterversie van The Blue Bird van Maurice Maeterlinck. In 1918 maakte ze haar debuut in de revue Ziegfeld Follies van Florenz Ziegfeld, waar later ook andere familieleden in meespeelden. Na de jaren 20 geraakte haar carrière in het slop.
In 1958 werd Eaton dood gevonden in haar appartement. De zaak werd nooit opgelost, hoewel de politie uitging van zelfmoord.